# Volontariat international (France)
Pour les articles homonymes, voir Volontariat international.
 (août 2020).
Le volontariat international, instauré en France en 2000 à la suite de la suspension du service national obligatoire et en remplacement du service national en coopération, est une expérience de volontariat réalisé par un jeune Français au niveau international, c’est-à-dire en dehors de son pays de résidence.
Ce terme regroupe en France plusieurs réalités distinctes, notamment :
- le volontariat international en entreprise (VIE) ou en administration (VIA), dont la finalité première est le développement international des entreprises françaises à l'étranger à travers l'envoi d'un jeune à l'étranger ;
- le volontariat international d'échange et de solidarité (VIES), où la dimension de l'aide au développement et de la coopération est plus présente ;
- le volontariat international en chantiers internationaux (VIEch), mis en place généralement par de petites structures associatives.

Bien que les statuts soient très différents, certains défis sont communs à l'ensemble des volontariats internationaux : le départ dans un pays étranger pour une durée de plusieurs mois, l'intégration nécessaire à une autre culture et l'adaptation à de nouvelles méthodes de travail.
Le volontariat international ne peut[pourquoi ?] être comparé au Fonds Prince Albert en Belgique. 

## Volontariat international en entreprise (VIE) ou en administration (VIA)

### Présentation
Le Centre d'information sur le volontariat international emploie le terme de « volontariat international » pour désigner les statuts de volontaire international en administration (VIA) et de volontaire international en entreprise (VIE). Ce volontariat est régi notamment par la loi du 14 mars 2000 relative aux volontariats civils,.

#### Conditions d’éligibilité
Il est ouvert aux jeunes de 18 à 28 ans étant ressortissant français ou européen, en règle avec le service national et apte physiquement à l’affectation. Il concerne tous les domaines professionnels et la plupart des pays du monde.
Les volontaires partent en mission pour une durée de 6 à 24 mois dans les administrations et entreprises françaises à travers le monde. Cette durée est un engagement qui doit être respecté, il n'est pas possible de choisir seul de démissionner.
Le volontariat est validé par Business France après une réunion d'intégration se tenant à Paris.

#### Organismes de gestion
Pour la mission en entreprise, le volontaire et une entreprise agréée passent tous les deux un contrat avec Business France, qui est un établissement public à caractère industriel et commercial chargé du développement international des entreprises et qui est placé sous la tutelle du ministère de l'Économie et des Finances. Business France est le seul organisme en France pouvant contracter des volontariats internationaux en entreprise ou en administration.
Le VIE peut également être décliné à temps partagé, principalement à destination des PME. Ainsi, le VIE peut être porté par une structure intermédiaire comme l'association Imed et missionné par plusieurs entreprises, le plus souvent sur des missions de développement commercial. De plus, cette structure aide et accompagne les PME tout au long de leur processus à l'export.
Le volontariat international en administration ou en entreprise est géré par les organismes suivants :
- le Centre d'information sur le volontariat international (CIVI) ;
- l'Agence française pour le développement international des entreprises (Business France) ;
- le ministère français des Affaires étrangères ;
- la direction générale du Trésor.

#### Rémunération
Le volontaire international en entreprise ou en administration est rémunéré entre 1 532,84 € et 5 482,76 € nets par mois, selon le pays et sans distinction de niveau d'études.
Cette rémunération forfaitaire et non négociable comprend :
- une partie fixe (772,87 € au 01/10/2024)[5] ;
- une partie variable selon les pays, tenant compte notamment des variations des changes et des prix, mais aussi des risques.

La rémunération est exonérée des cotisations sociales et patronales ainsi que de l’impôt sur le revenu, sauf pour les VIE affectés dans les pays où les indemnités sont imposables, auquel cas la structure d’accueil prend cette imposition à sa charge.

### Statistiques

#### Pays d'affectation
Les premiers pays d’affection des VIE en 2020 sont les suivants :
- Belgique : 1121 ;
- États-Unis : 916 ;
- Allemagne : 734 ;
- Royaume-Uni : 733 ;
- Canada : 505.

#### Secteurs de recrutement
En 2020, les dix premiers secteurs recrutant des VIE sont les suivants :
- Finance et assurance : 1145.
- Énergies : 586 ;
- Agroalimentaire :  541 ;
- BTP, construction, infrastructures : 493 ;
- Beauté, esthétique : 148 ;
- Équipements industriels : 320 ;
- Activités de commerce (de gros et détail)s : 123 ;
- Environnement : 123 ;
- Décoration, aménagement et design : 35 ;
- Emballage et conditionnement : 32 ;

## Volontariat international d'échange et de solidarité (VIES)
La plateforme France Volontaires, opérateur du ministère de l'Europe et des Affaires étrangères, emploie le terme de volontariat international pour désigner les volontariats internationaux d'échange et de solidarité (VIES). Il existe plusieurs dispositifs de volontariats dans le champ de la solidarité. 
Le volontariat de solidarité internationale (VSI) est un exemple de VIES.

## Volontariat international en chantiers internationaux (VIEch)
À la différence des deux précédents types, le VIEch est presque toujours un bénévolat où le volontaire ne reçoit pas d'aide financière venant de l'État. Les principales associations de chantiers internationaux en France sont le service volontaire international et le service civil international[réf. nécessaire].